# Sant Feliu de Codines
Sant Feliu de Codines ist eine katalanische Gemeinde in der Provinz Barcelona im Nordosten Spaniens. Sie liegt in der Comarca Vallès Oriental.